# Benten et le Dragon d'Enoshima
 (septembre 2010).
Si vous disposez d'ouvrages ou d'articles de référence ou si vous connaissez des sites web de qualité traitant du thème abordé ici, merci de compléter l'article en donnant les références utiles à sa vérifiabilité et en les liant à la section « Notes et références ».
Benten et le Dragon d'Enoshima est un conte shinto japonais.

## La légende
Il y a une quinzaine de siècles, au fond de la mer, près des côtes du Japon, se trouve une grotte habitée par un dragon ; le plus terrible des dragons avec une gueule énorme aux dents acérées dont il se sert pour saisir les petits enfants qui se baignent ou jouent près de l'eau. Il court ou nage vers eux, s'en empare et les croque. Que de larmes versées à cause de lui ; que de crainte chez les enfants qui n'ont pas été victimes du monstre.
La déesse Benten veut mettre fin à ces souffrances. Elle veut que chacun soit heureux. Y compris le dragon car, « s'il est méchant, pense-t-elle, c'est parce qu'il n'est pas heureux. »
Elle se dirige vers la grotte. Parvenue à sa hauteur, elle se penche et, par sa volonté fait se soulever le sol. La grotte du dragon émerge au-dessus de la surface des océans, la terre s'étend et se couvre de forêts. L'île d’Enoshima est née.

Le dragon, stupéfait devant un tel spectacle, voit la déesse descendre du Ciel et s'avancer vers lui avec un sourire enjôleur. Elle lui adresse la parole en ces termes : 

« Vous vivez en solitaire dans votre grotte. Ne vous y ennuyez-vous point ? Aucun être ne peut vivre sans affection. Voulez-vous que nous nous mariions ? Nous serons heureux ensemble, nous aurons des enfants que vous aimerez, j'en suis sûre. Alors… alors vous cesserez de manger les enfants des autres… »

Le dragon consentit et le calme revint sur les côtes proches d'Enoshima.
Depuis, les pieux Japonais ne cessent de rendre hommage à Benten, la divinité bienfaitrice, dispensatrice de joies.